# El Tlacuache, Villa de Tututepec de Melchor Ocampo
El Tlacuache är en ort i Mexiko.   Den ligger i kommunen Villa de Tututepec de Melchor Ocampo och delstaten Oaxaca, i den sydöstra delen av landet, 400 km söder om huvudstaden Mexico City. El Tlacuache ligger 7 meter över havet och antalet invånare är 132.
Terrängen runt El Tlacuache är huvudsakligen platt, men norrut är den kuperad.  Närmaste större samhälle är Santa Rosa de Lima, 7,4 km nordost om El Tlacuache. Trakten runt El Tlacuache består huvudsakligen av våtmarker.